# Difesa dei 2 cavalli, contrattacco Traxler
Il contrattacco Traxler o variante Traxler  o anche variante Wilkes-Barre negli Stati Uniti è un'apertura del gioco degli scacchi che deriva dalla difesa dei 2 cavalli.
Dopo 
1.e4 e5
2.Cf3 Cc6
3.Ac4 Cf6
4.Cg5 (attacco prussiano)
il Nero gioca la mossa apparentemente dilettantistica 
4...Ac5!?
invece della più normale 4.d5, lasciando così in presa il pedone f7 sia di alfiere (con scacco) che di cavallo (con doppio attacco alla Donna e alla Torre). A gioco corretto, in questa posizione il Bianco ha un buon vantaggio, ma in realtà gli studi teorici e la pratica dei tornei hanno dimostrato che questa mossa è del tutto giocabile, in quanto il Nero ottiene un forte contrattacco per il materiale sacrificato e può sfruttare la sorpresa e soprattutto la non conoscenza del da farsi da parte dell'avversario. Con questi presupposti, è chiaro che questa apertura si vede raramente nelle competizioni professionali, mentre è diffusa a livello amatoriale.
Prende il nome del giocatore ceco Karel Traxler, che lo ideò verso la fine del XIX secolo.

## Analisi
Le continuazioni usuali del Bianco sono
5.Axf7+ (linea di sacrificio dell'Alfiere)
oppure
5.Cxf7 (linea di sacrificio del Cavallo)
altre mosse come 5.d3, 5.d4, 5.0-0 e 5.b4, che permettono di evitare le implicazioni di questo contrattacco sono molto rare, anche perché rinunciano a tenere in vantaggio posizionale ottenuto dal Bianco e riportano la partita in una situazione di assoluta parità.

### Linea di sacrificio dell'Alfiere
- 5.Axf7 Re7 (dopo 5...Rf8 6.Ab3 d5 7.exd5 Cd4 8.Ce6+ Axe6 9.dxe6 Cxb3 10.axb3 Dd6 il Bianco è in vantaggio; anche il tratto 10...Axf2+ non da niente al Nero, lasciando in vantaggio il Bianco per la continuazione 11.Rxf2 Dd4+ 12.Rf1! Df4+ 13.Df3 Dxf3 14.gxf3 Re7 15.Tg1!) 6.Ab3 (o Ad5) Tf8 7 Cc3 d6 8 0-0 Cd4 9 Cd5+ Cxd5 10 exd5 Af5 11 d3 e il Bianco è in vantaggio.

### Linea di sacrificio del Cavallo
- 5.Cxf7 Axf2+! 6.Rf1 (la migliore: se 6.Rxf2 Cxe4+ 7.Rg1 Dh4 8.g3 Cxg3 9.Cxh8 Cxh1 10.Af7+ Re7 11.d3 Cf2 ed il Nero pareggia il gioco) 6...De7 (se 6...d5 7.Cxd8 dxc4 8.Rxf2 Ag4 9.Df1 Cxe4+ 10.Rg1 Txd8 11.Cc3 con vantaggio del Bianco) 7.Cxh8 d5? 8.exd5 Ca5 9.Ab5+ c6 10.Rxf2 cxb5 11.d4 il Bianco è in forte vantaggio. Il Nero può cambiare all'ottavo tratto 7...Ab6!? e se ora 8.Cc3 d6 9.Af7+ Rf8 10.a4?!(Cd5!) Ae6 11.Axe6 Dxe6 12.h3 Rg8 13.d3 Rxh8 14.g3, con gioco complicato ma pressoché pari.